# Anzoategui
Pour l’article ayant un titre homophone, voir Anzoátegui.
Anzoategui est une localité rurale argentine située dans le département de Caleu Caleu, dans la province de La Pampa.

## Démographie
La localité compte 68 habitants (Indec, 2010), soit une augmentation de 750 % par rapport au précédent recensement de 2001 qui comptait 8 habitants.